# Sebastiano Ricci
Pour les articles homonymes, voir Ricci.
Sebastiano Ricci, né le 1er août 1659 à Belluno, en Vénétie et mort le 15 mai 1734 à Venise, est un peintre italien baroque de la fin du XVIIe et du début du XVIIIe siècle, formé à Venise.
Il travailla dans de nombreuses villes d’Italie, mais aussi à Londres, aux Pays-Bas et à Paris.
Il est reçu à l’Académie royale de peinture et de sculpture de Paris en 1718.
Son voyage à Londres entre 1712 et 1716 permit l'importation du baroque en Angleterre.

## Biographie
Fils de Livio et d’Andreana, Sebastiano Ricci est baptisé à Belluno le 1er août 1659. En 1671, il serait apprenti à Venise de Federico Cervelli. Selon Tommaso Temanza (1705 - 1789), par contre, il aurait eu comme premier maître Sebastiano Mazzoni. Il est tout à fait probable qu’il fut, en premier, l’élève de Cervelli et ensuite de Mazzoni.
Sebastiano Ricci, qui travaillait en 1678 dans un petit atelier du Rialto, aurait mis enceinte une jeune fille et, pour éviter de l’épouser, aurait cherché, sans y réussir, à l’empoisonner. Emprisonné et par la suite libéré grâce à une « noble personne », probablement appartenant à la puissante famille Pisani, il s’installe à Bologne.
Là, domicilié dans la paroisse Saint-Michel du Mercato di Mezzo, il reçoit la commande, le 28 septembre 1682, d’une « Décapitation de Saint Jean Baptiste », venant de la confraternité de Saint Jean des Florentins pour leur chapelle.
Le 9 décembre 1685, il passe contrat avec le comte de San Secondo, à côté de Parme, pour le décor de la chapelle de la Vierge de Serraglio qu’il complète, avec la collaboration de Ferdinando Bibiena en octobre 1687 pour une rétribution de 4 482 lires.
En 1686, il peint une « Pietà » commandée par le duc Ranuccio Farnèse pour le couvent des Nouveaux Capucins à Parme. Entre-temps, grâce aux bons offices du cardinal Antonio Pignatelli, le futur pape Innocent XII, le peintre épouse la jeune Vénitienne qu’il avait séduite et qui lui a donné une fille.
De 1687 à 1688, il décore les appartements de la duchesse Farnese dans le palais Farnese de Piacenza avec une série de peintures à l’huile représentant « Histoires de Paul III ».
Les faits divers rapportent que Sebastiano Ricci avait abandonné sa femme et sa fille en 1688 à Bologne, pour s’enfuir à Turin avec Madeleine, la fille du peintre Giovanni Peruzzini. Là, dénoncé, il est arrêté et condamné à mort. Gracié par l’intervention du duc de Parme, il est libéré et banni de Turin. Il profite évidemment des faveurs du duc Ranuccio Farnese, car, le 2 mars 1691, il lui accorde une « patente de familiarité », une sorte de lettre de recommandation, et lui alloue une pension mensuelle de 25 couronnes : en avril de cette année-là, avec ces moyens, il est logé au Palais Farnèse à Rome.
Les documents romains ne rapportent que les vicissitudes de la commande, donnée en 1692 à Sebastiano Ricci, de copier le « Couronnement de Charlemagne » de Raphaël au Vatican, pour le compte de Louis XIV, terminé seulement en 1694, à cause de la difficulté pour reproduire le dessin de Raphaël, et ensuite disparu. Les circonstances de la mort de son protecteur Ranuccio Farnese en décembre 1694 auraient poussé Sebastiano Ricci à quitter Rome pour Milan où, du reste, il avait déjà obtenu la commande pour réaliser des fresques dans la chapelle de l’église San Bernardino alle Ossa, œuvre terminée en novembre 1695.
Le 22 juin 1697, le comte Giacomo Durini charge Sebastiano Ricci, désigné dans le contrat comme « célèbre peintre » de peindre le retable « Théodolinde fonde la basilique » du Dôme de Monza. À partir de 1698, Sebastiano Ricci se trouve à Venise mais travaille aussi à Padoue, où, dans l’église Sainte Justine, il inaugure le 24 août 1700 son « Retable de saint Grégoire » et commence à peindre les fresques de la chapelle du Saint-Sacrement.
En 1701, il reçoit commande du géographe vénitien Vincenzo Maria Coronelli du retable l'« Ascension » à insérer au plafond de la sacristie de la basilique des SS Apostoli à Rome. L’année suivante, il est à Vienne au château de Schönbrunn où il peint une fresque au plafond du salon Bleu, l'« Allégorie des Vertus cardinales » qui illustre l’éducation du futur empereur Joseph Ier et qui représente une figure allégorique l'« Amour de la Vertu » qui détourne le prince des plaisirs de Vénus avant de parvenir au trône où l’attendent la « Gloire » et l’« Éternité ». À Vienne il reçoit également la commande d’une « Ascension » de l’électeur de Saxe, Frédérique Auguste II, converti au catholicisme pour garantir la succession à la couronne de Pologne.
En 1704, il exécute à Venise les retables des saints Procole, Fermo et Rustico pour le Dôme de Bergame et de la « Crucifixion » pour l’église florentine San Francesco de Macci, aujourd’hui aux Offices.

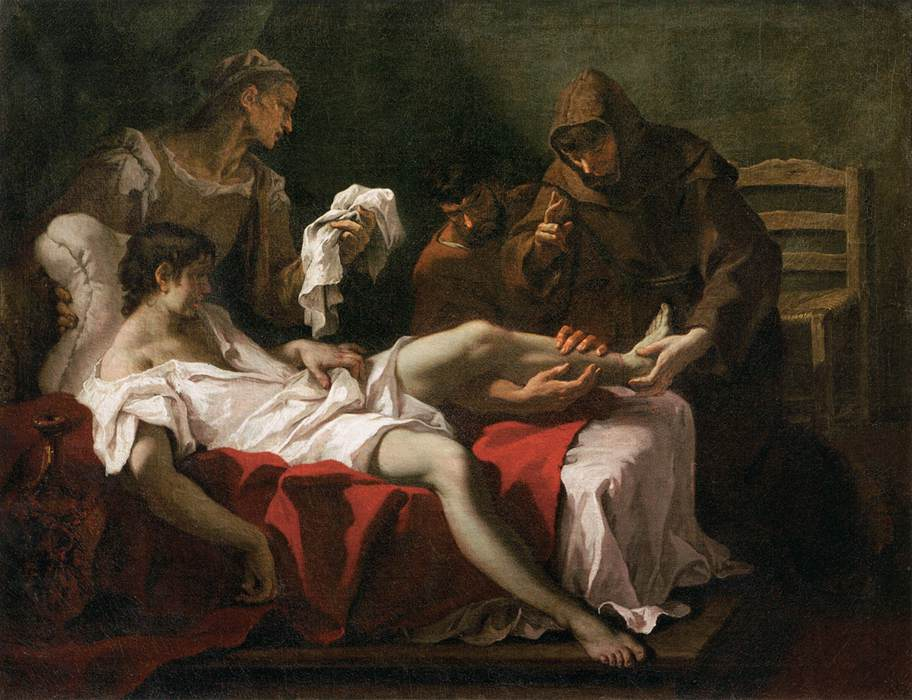
Antoine de Padoue, (1690)
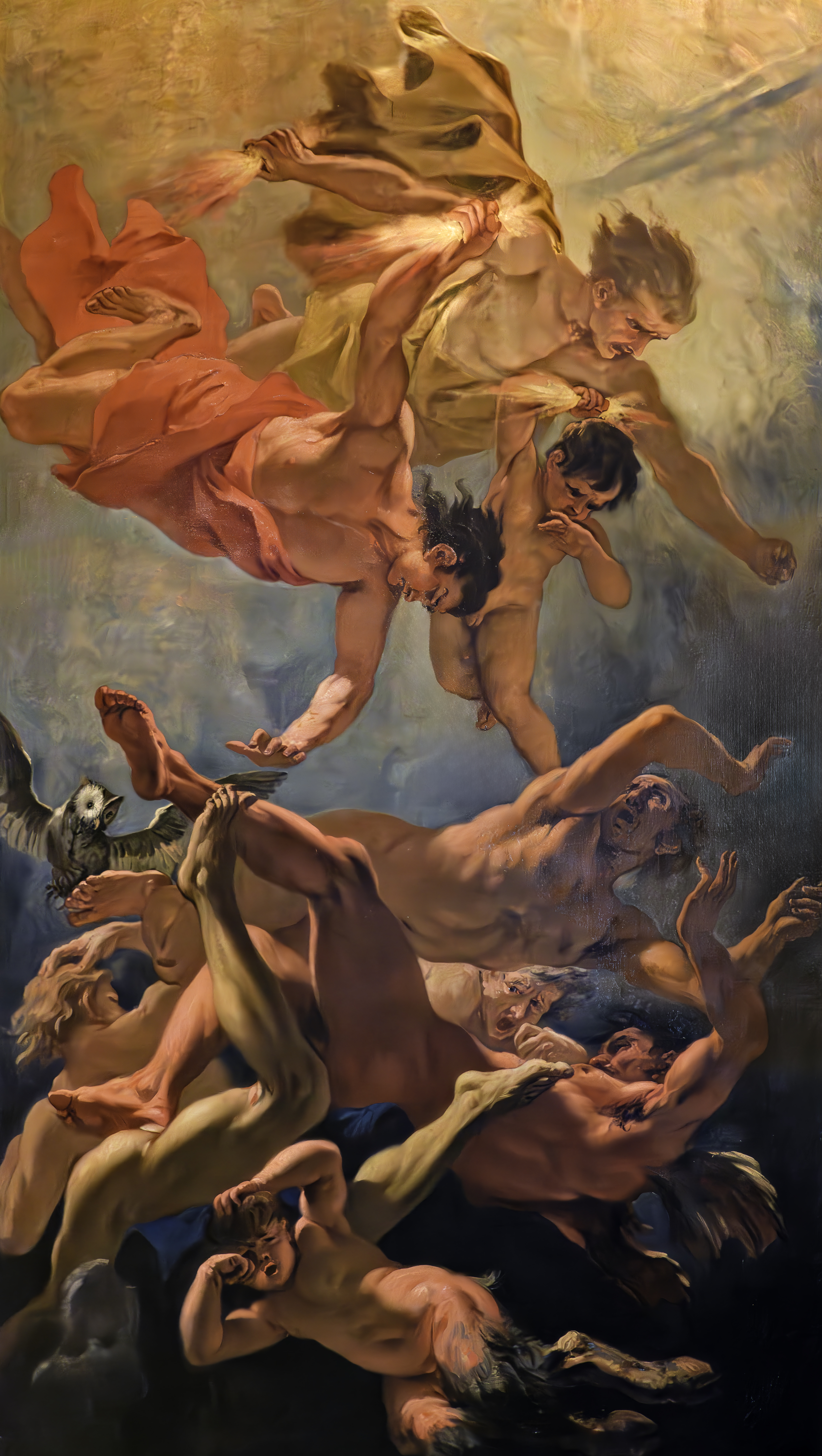
Allegoria del meriggio (1696 - 1703) Pinacoteca Querini Stampalia
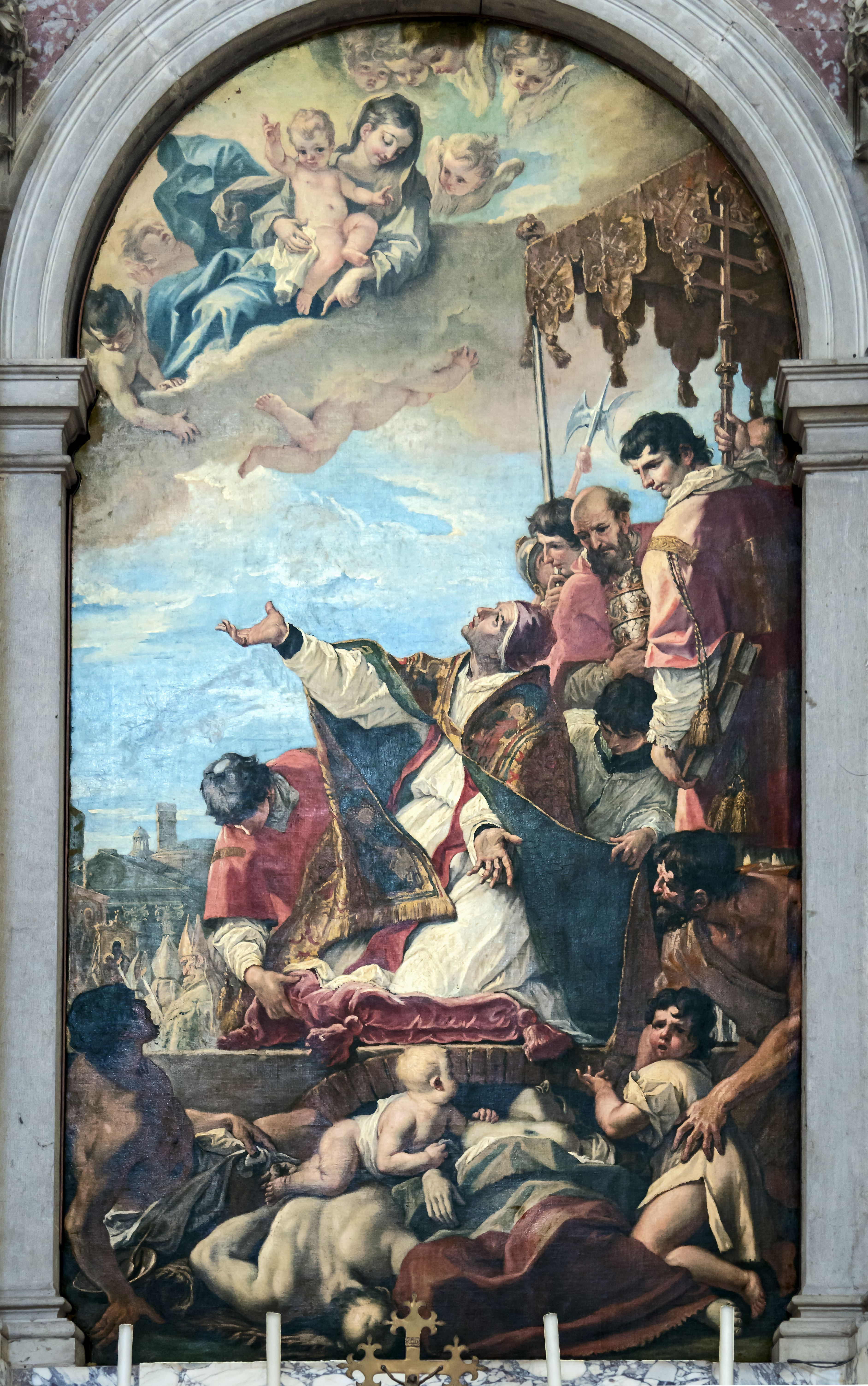
Intercession du pape Grégoire Ier pour la fin de la peste 1700 basilique Sainte-Justine
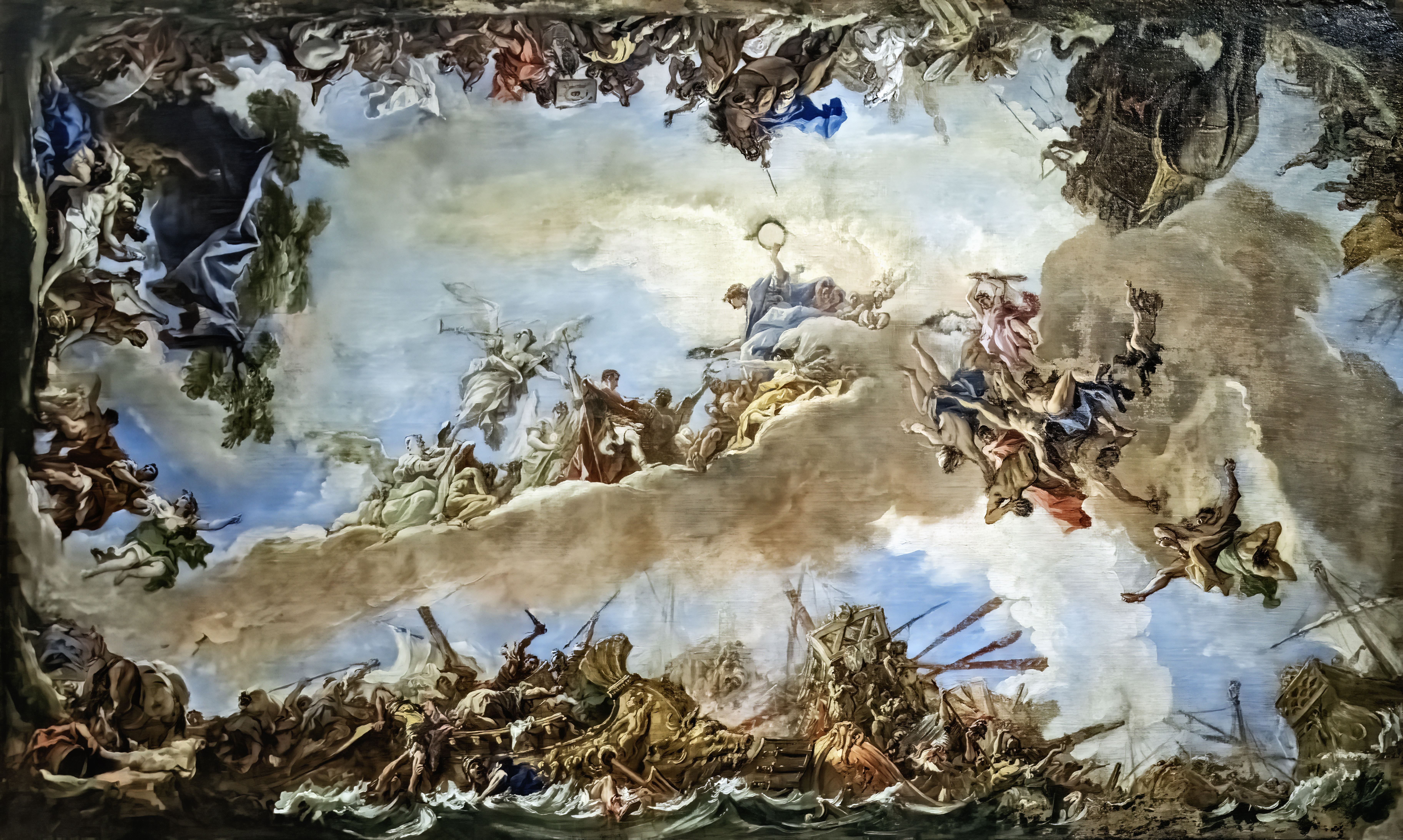
La gloire de l'empereur prince Joseph Ier Muséeo civico di Santa Caterina à Trévise
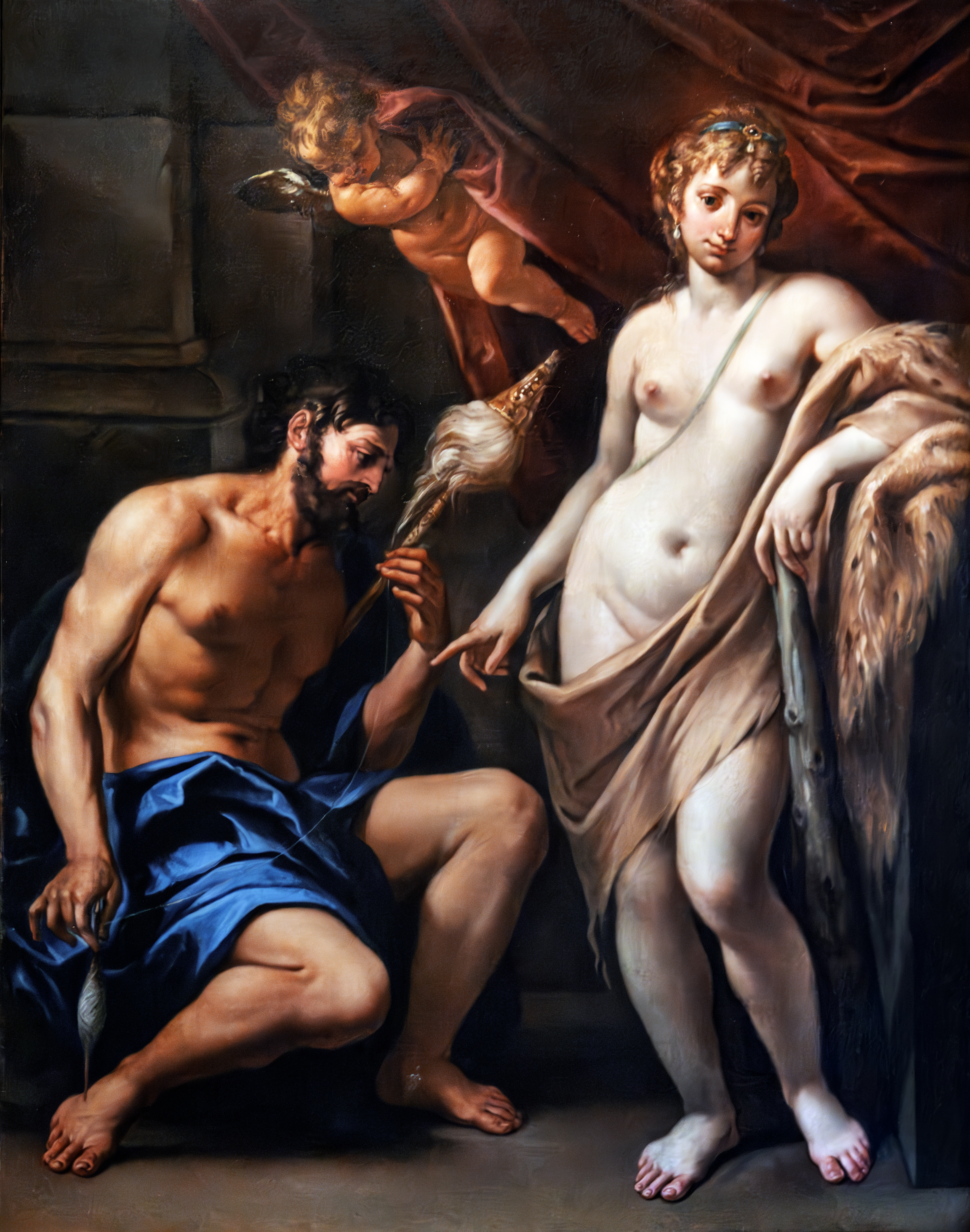
Hercule et Omphale (170-1725) Muséeo civico di Santa Caterina à Trévise

### L’expérience à Florence
Entre l’été 1706 et le 25 octobre 1707, il est à Florence où il développe un vaste ensemble décoratif, le plus grand de ceux qui nous sont restés du peintre, dans le Palazzo Marucelli-Fenzi. Les fresques se situent dans cinq salles au rez-de-chaussée du palais : dans les deux premières, elles célèbrent la victoire de la « Paix » sur la « Guerre » et du « Vice » sur la « Vertu », dans les deux suivantes, le triomphe de la « Chasteté » sur la « Passion » et de la « Sagesse » sur l’« Ignorance », et dans la cinquième, la salle d’« Hercule », il célèbre les « Travaux » du héros, présentés comme un exemple de vertu morale et civique.
Peu de temps après, il décore une petite salle du Palais Pitti, à l’époque antichambre de l’appartement du prince Ferdinand II de Médicis et aujourd’hui le bureau du surintendant des Monuments. Son collaborateur Giuseppe Tonelli peint les murs en trompe-l’œil. Le plafond, d’une grande légèreté de touche, représente la « Rencontre de Vénus et d’Adonis ».

« Son séjour toscan aiguisa certainement chez Sebastiano Ricci le sens des formes ressenties avec un grand équilibre entre les parties, une grande clarté : ombre et lumière divisent désormais équitablement, dans une harmonie suprême, la peinture qui gagne en évidence sculpturale dans une couleur nullement mortifiée, mais au contraire merveilleusement lumineuse. C'est cela qui semble être le sens profond du tournant qui sépare les œuvres créées vers 1700, exclusivement dominées par quelques vastes zones de couleurs, définies par une touche large, modelante, toute d'ombre ou de lumière, des nouvelles créations articulées dans une lumière solaire... traitées formellement par l'alternance continuelle de facettes d'ombre et de lumière, avec une touche variée, qui s'adapte continuellement à l'objet décrit. »

— Arslan

En 1708, on retrouve sa trace à Venise, où il signe le retable de la Madonna col Bambino e santi dans l'église Saint-Georges-Majeur ; on y trouve des références à Véronèse, au Corrège et à Annibal Carrache : « C'est le chef-d'œuvre de cette manière néo-XVIe siècle, enrichie cependant par un coup de pinceau rapide et nerveux, typique du XVIIIe siècle » (Wittkower). « Ce vif intérêt pour la grande tradition du XVIe siècle constitue la base pour une relance dans le style du XVIIIe siècle d'un goût désormais totalement renouvelé » (Zampetti).

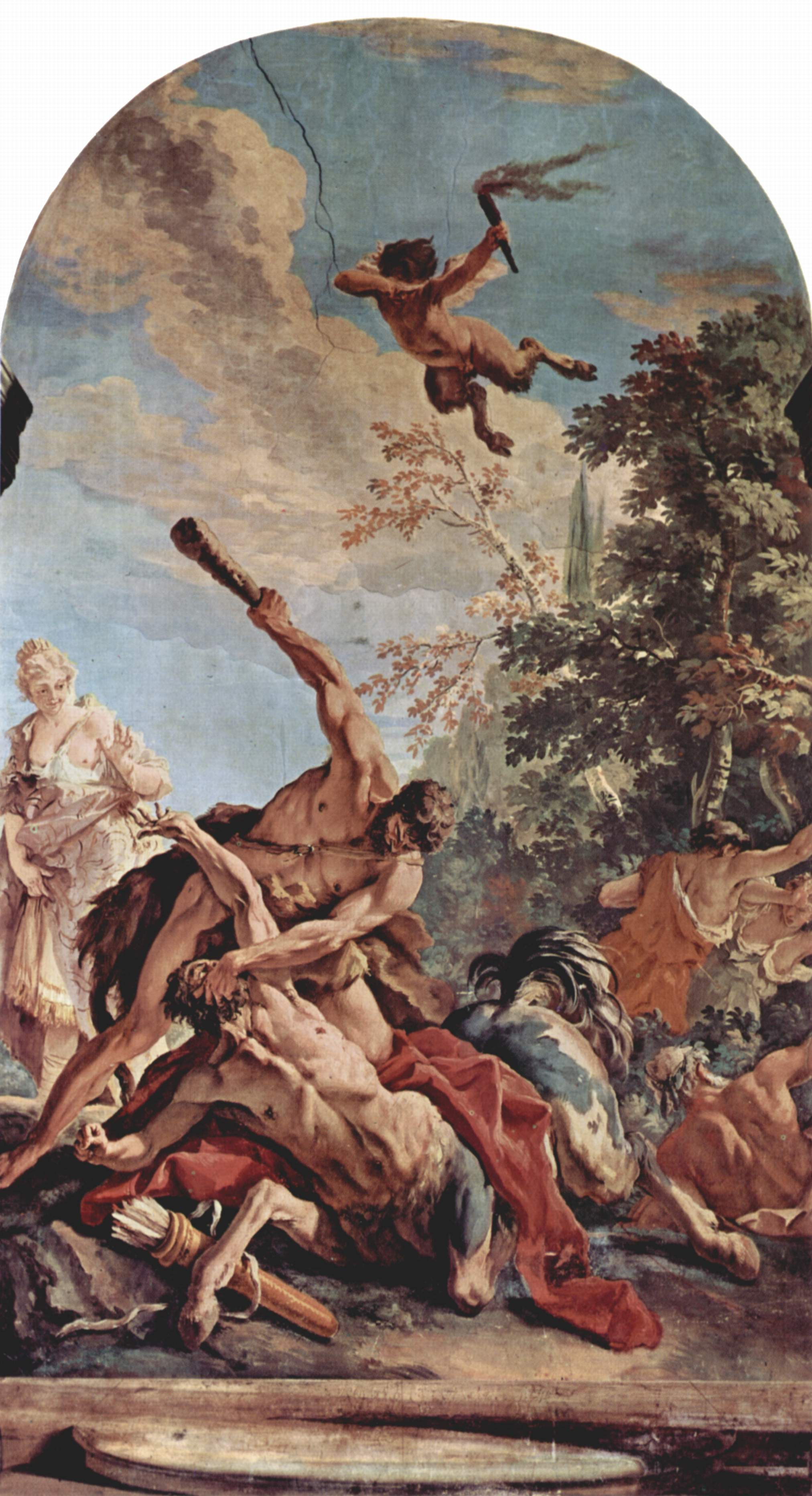
Hercule luttant avec un centaure, 1706 - 1707, Florence, Palazzo Marucelli
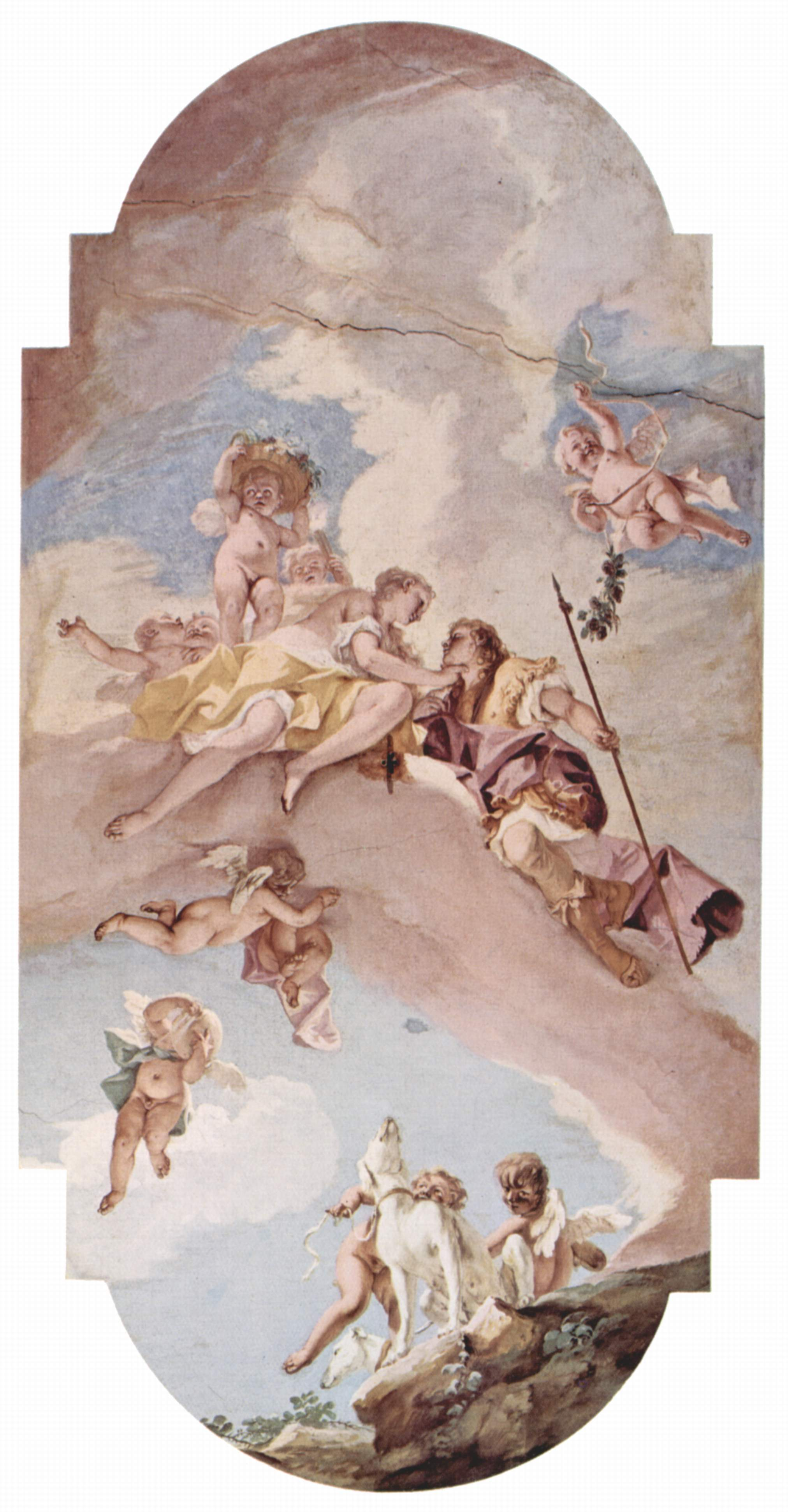
Rencontre de Vénus et d’Adonis, 1707, Florence, Palais Pitti

### En Angleterre

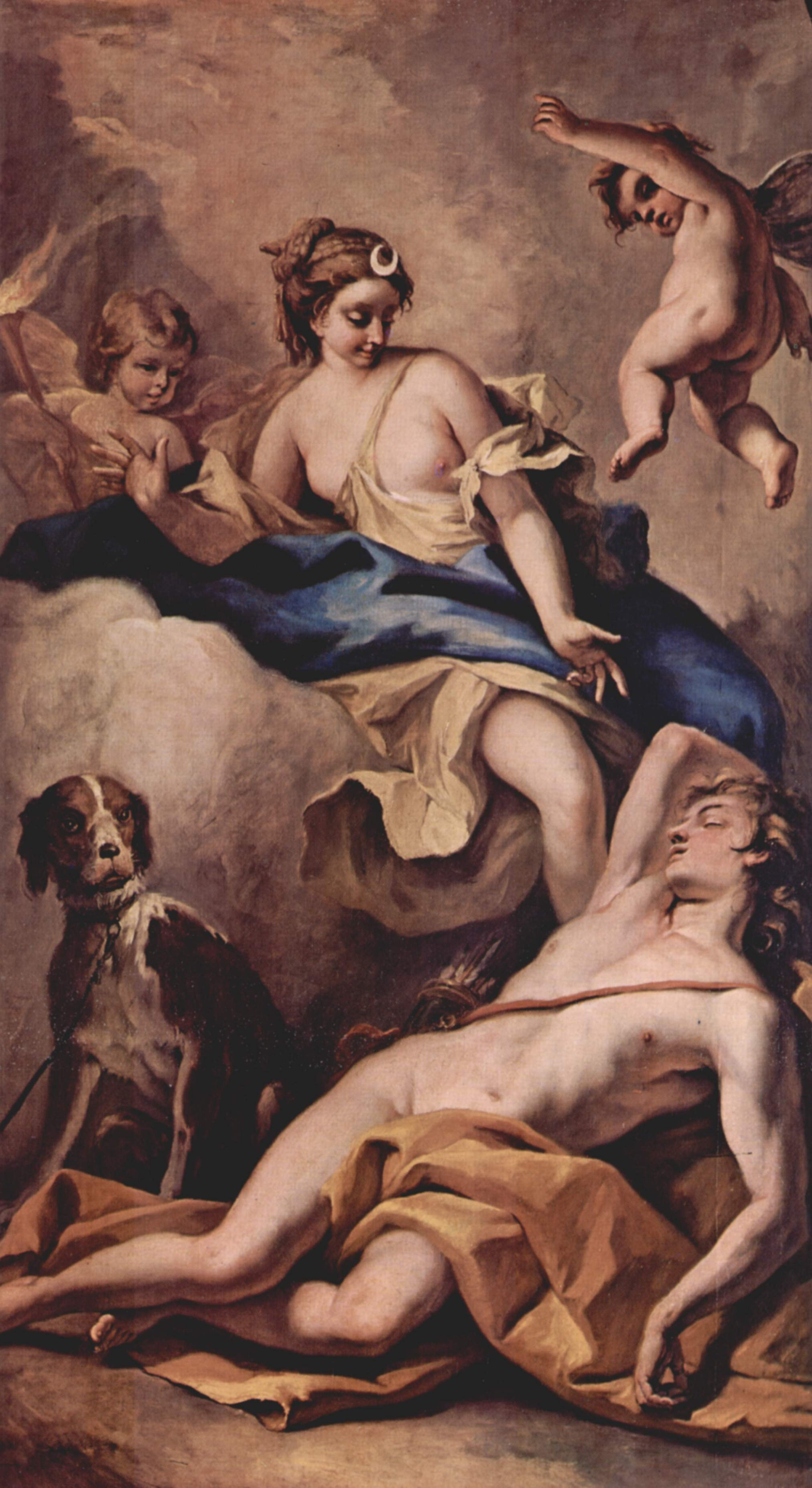
Diane et Endymion, 1714, Londres, Chiswick House

Peut-être parti en 1711 de Rome où il avait peint durant l’hiver au palais Taverna les deux tableaux « Esther devant Assuérus » et « Moïse faisant surgir l’eau du rocher » , il arrive en Angleterre avec son neveu Marc, un bon paysagiste. Il exécute, pour 700 sterlings, dans la résidence londonienne de lord Burlington, aujourd’hui le siège de l’Académie Royale, huit toiles ayant des sujets mythologiques :
- « Cupidon devant Jupiter »
- « La rencontre d’Ariane et Bacchus » qui font évidemment référence aux fresques d’Annibale Carracci du palais Farnese à Rome
- « Le triomphe de Galatée » qui rappelle les décorations de Luca Giordano du palais florentin Medici – Ricciardi
- « Diane et les nymphes » où l’on voit un traitement élégant des figures à la mode de Giovanni Antonio Pellegrini, résidant en Angleterre depuis 1708
- « Bacchus et Ariane »
- « Vénus et Cupidon »
- « Diane et Endymion »
- « Cupidon et les fleurs »

Ces quatre derniers tableaux furent transférés quinze ans plus tard à Chiswick House, aujourd’hui le siège du ministère des travaux publics. Un autre « Bacchus et Ariane » est conservé à la National Gallery à Londres.

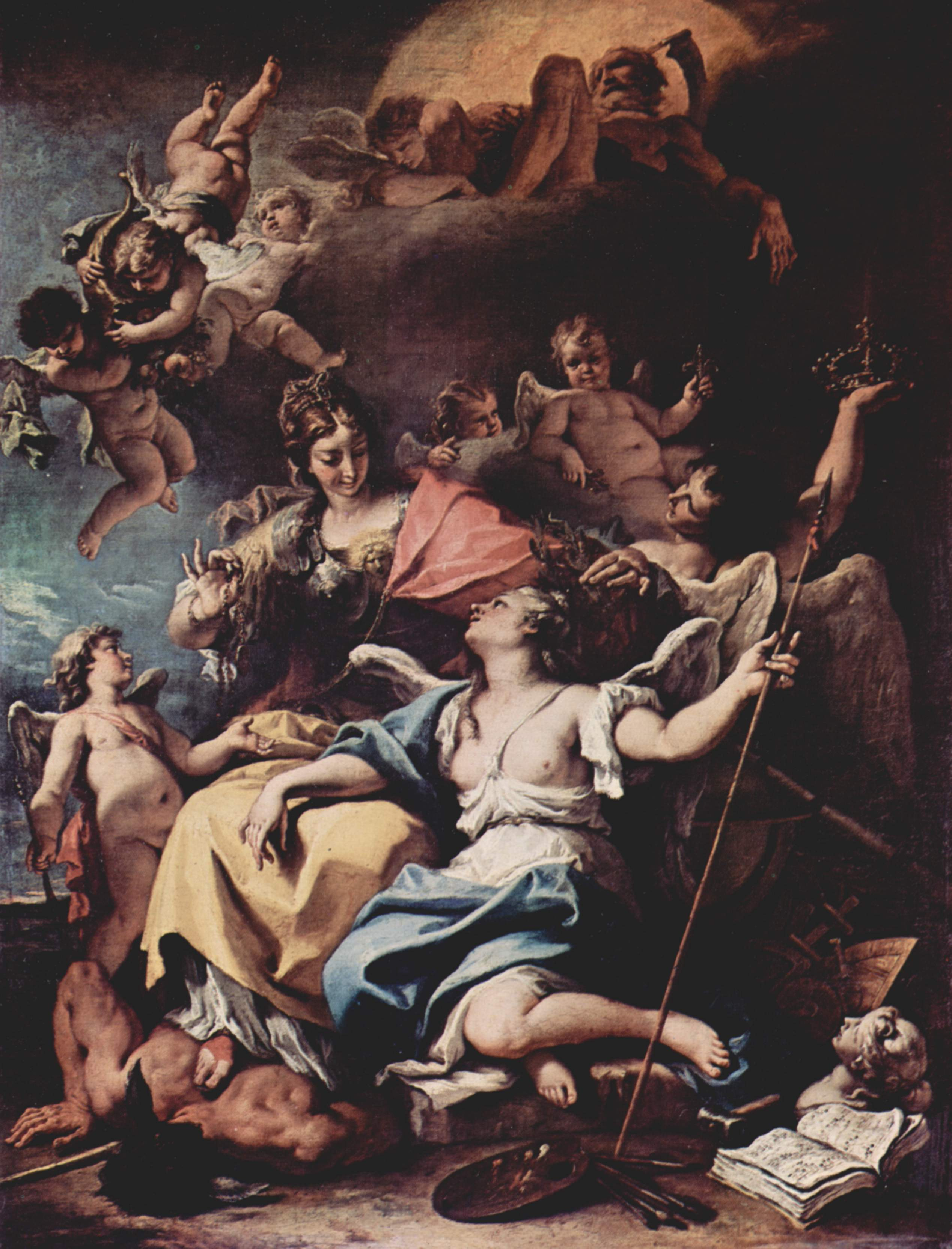
Triomphe de la Sagesse sur l’Ignorance, musée du Louvre, Paris

Il quitte l’Angleterre à la fin de 1716 avec son neveu Marc et s’arrête à Paris. Là, il rencontre Watteau, et demande l’année suivante, en présentant son « Triomphe de la Sagesse sur l’Ignorance » son admission à l’Académie royale de peinture et de sculpture, ce qui lui sera accordé le 18 mai 1718. Ce tableau, exposé au Louvre, qui porte le titre donné par le peintre lui-même, représente plus précisément Minerve, déesse de la « Sagesse » – en laquelle à son tour s’identifie la France – qui incarne la « Vertu », laquelle écrase avec son pied l’« Ignorance », un homme aux oreilles d'animal.
De retour à Venise en 1718 avec les sommes considérables gagnées à Londres, il achète une vaste demeure aux Procuraties anciennes (Procuratie vecchie) de la Place Saint-Marc. La même année, l’oncle et le neveu vont à Bevedere, à côté de Belluno, pour décorer la villa de l’évêque Giovanni Francesco Bembo. Endommagées par le temps, ces peintures furent détruites par le nouveau propriétaire à la fin du XIXe siècle. Il reste un fragment de la « Tête de Femme » conservé au musée de Belluno.

### Les dernières années
De 1724 à 1729, il travaille intensément pour la maison de Savoie. En 1724 il peint la « Répudiation d’Agar » et « Salomon adorant les idoles », en 1725 la « Vierge en Gloire ». En 1726, il envoie à Turin « Susanne devant Daniel » et « Moïse faisant surgir l’eau du rocher ». Admis en octobre 1727 à l’Accademia Clementina de Venise, il remercie le peintre Giovanni Battista Piazzetta d’une lettre dans laquelle il rappelle son apprentissage dans les écoles de peinture « savantes » de Bologne.
Le 12 janvier 1730 il dicte son deuxième testament – un premier testament date du 12 novembre 1718 – et le 21 meurt son neveu Marco Ricci. Il rédige un autre testament le 18 décembre 1732. Il termine le « Festin de Balthazar » et « Esther devant Assuérus » pour le palais royal de Turin. Aujourd’hui, ces deux œuvres sont, toutes deux, au palais du Quirinal.
Il finit en 1734 sa dernière œuvre importante, l’« Ascension » de l’église Saint-Charles à Vienne, commande de la cour de Vienne : « la toile rapidement installée, il y mit la main, ne la leva plus jamais jusqu'à ce qu'il la voit finie, une fois achevée, il recueillit la pleine satisfaction, non seulement de Sa Majesté Christianissime, mais aussi de toute la noblesse, de tous les professeurs et intendants ».
Il n’aura pas le temps de recevoir ses honoraires : le 12 mai 1734, dans une annotation à son testament, il confirme son épouse comme unique héritière « puisqu’il n’avait pas de fils ». Malade, il survit à une opération chirurgicale, mais meurt le 15 mai.

## Points de vue

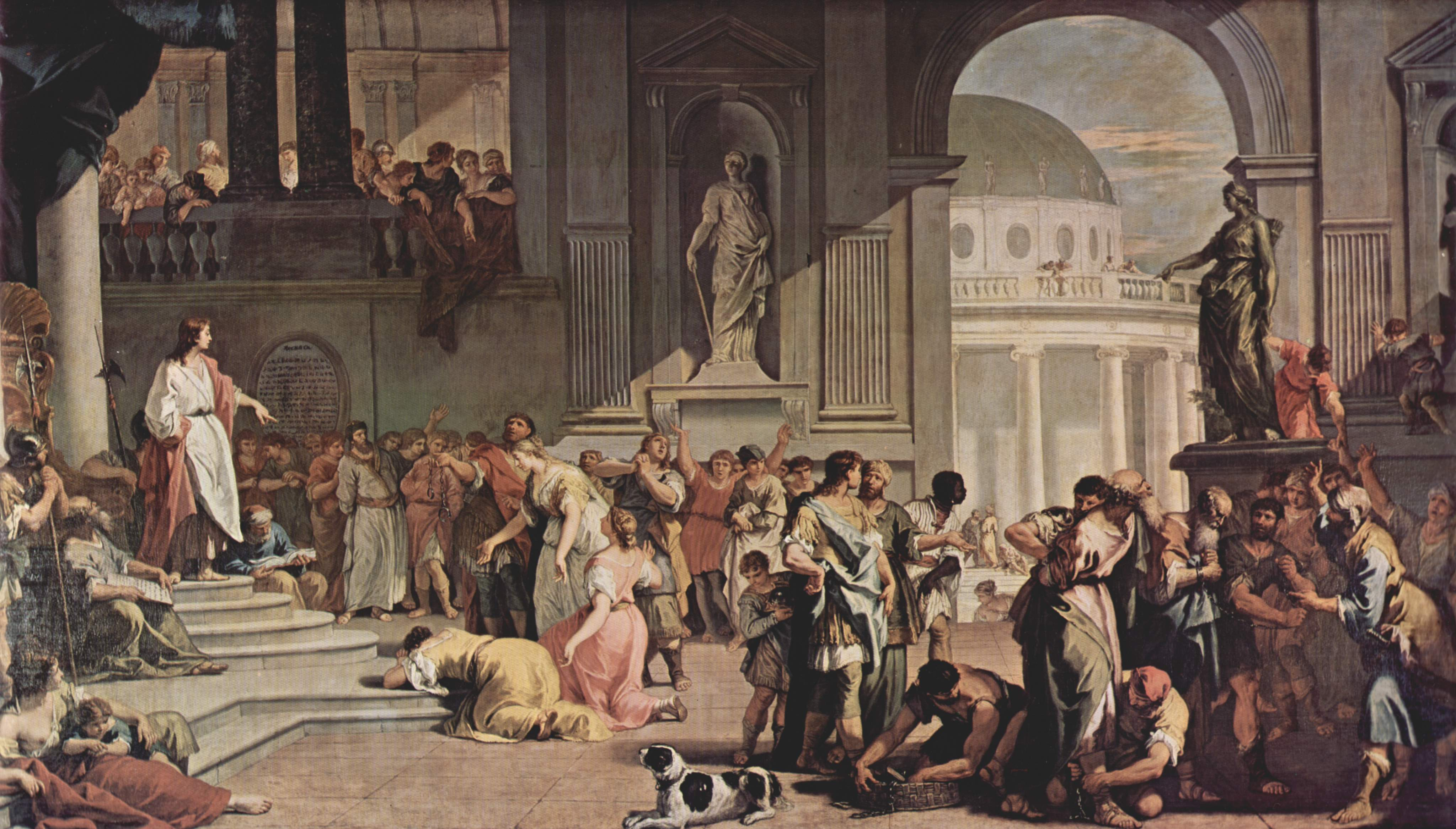
Suzanne devant Daniel, 1726, Turin, Galleria Sabauda

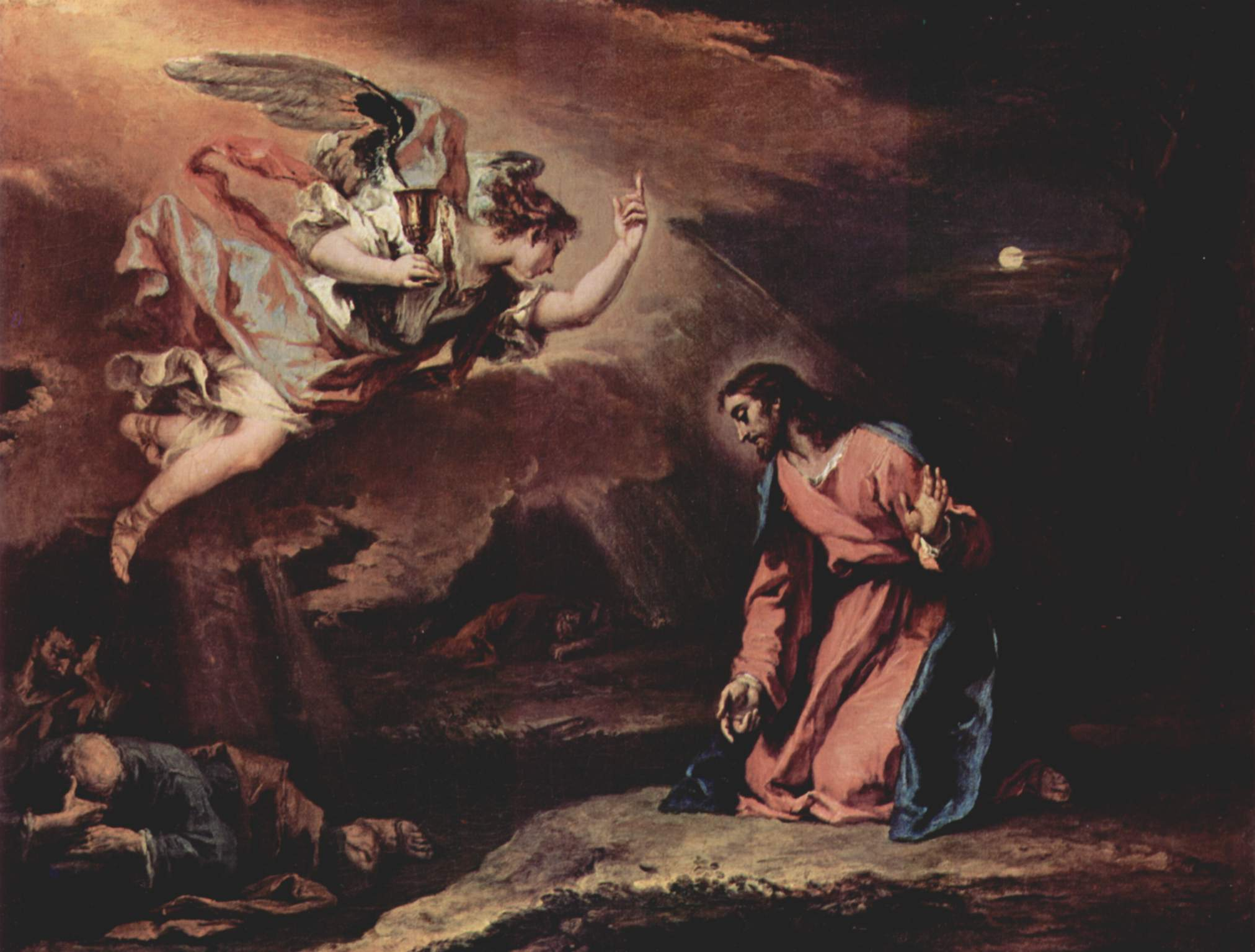
Le Christ au mont des Oliviers, vers 1730, Vienne, Kunsthistorisches Museum

« Il eut en commun avec Giordano l'habileté d'imiter n'importe quel style... lorsqu'il avait à représenter quelque sujet que ce soit, il lui revenait en mémoire comment l'aurait traité tel ou tel maître et il en profitait sans malice... même s'il ne s'était pas appuyé sur la technique du dessin dans ses premières années, il en apprit assez plus tard, se perfectionnant inlassablement dans les académies qu'il fréquentait encore à l'âge adulte. Les formes de ses personnages ont la beauté, la noblesse, la grâce à la manière de Paolo (Véronèse) ; leurs attitudes sont naturelles au-delà du mode commun, vives, d'une très grande variété ; les compositions sont régies par la vérité et le bon sens. Bien qu'il fût très bon dans le maniement du pinceau, il n'en abusa pas, comme beaucoup l'ont fait, à la va-vite ; ses personnages sont dessinés avec précision, et détachés des fonds, qu'il peint souvent d'un bleu magnifique, sur lesquels ils triomphent »

— Lanzi

« Ricci, s'appuyant avant tout sur l'art splendide de Véronèse, fit prévaloir un nouvel idéal, celui de la claire et riche beauté des couleurs : en cela il ouvrit la voie à Tiepolo. Cela est beaucoup plus important que la question de savoir si le jeune Tiepolo, dans certaines compositions, se soit inspiré de Ricci. Sans Ricci, la peinture de personnages du rococo à Venise reste incompréhensible dans son évolution ...Tiepolo a porté les germes semés par Ricci à un niveau de richesse et de splendeur qui éclipse tout autour de lui... On doit reconnaître à Sebastiano Ricci le rôle du précurseur combatif. »

— Derschau

« On perçoit chez lui cette synthèse du décorativisme le plus baroque et de la peinture la plus identifiée et la plus substantielle, que nous reverrons chez Tiepolo. D'un côté le « cortonisme », direct et indirect, de l'autre la peinture très pointue du solitaire Magnasco ; le premier rendu plus intense, substantiel et libéré de toute académie, la seconde devenue aérée, brillante, en plein air hors des grottes magiques et des ténèbres. Une synthèse nouvelle qui ouvrait grand de nouveaux horizons de peinture pure, même si la scène n'est qu'un ballet, mais comme ressenti dans les merveilles de la couleur, dans ses accents les plus vibrants, aigus, agiles »

— Moschini

« Vers la fin du siècle, les Vénitiens se rendent compte qu'ils ont été exclus, pendant plus de cent ans, des grandes idées de la peinture baroque, désormais non plus romaine mais européenne, et ils commencent à voyager. Le premier des peintres vénitiens voyageurs, Sebastiano Ricci, a encore, comme tous les Vénitiens du XVIIe siècle, le goût du plagiat, de l'imitation... de ses prédécesseurs les plus divers ; mais d'abord il développe sa culture jusqu'à se faire européen, comprenant bien que depuis un siècle toute nouvelle idée figurative avait pris une valeur européenne. Ricci est le premier à s'apercevoir que les plafonds les plus réussis de la fin du siècle sont ceux de Luca Giordano à Florence. Suivant cet exemple, il réussit à inaugurer le prétendu rococo dans la petite salle du palais Pitti ou sous les voûtes du palais Marucelli. Plus tard, son incroyable rapacité culturelle qui donne à tant de ses peintures ce goût d'habile reportage de tous les leitmotivs européens, lui portera tort. »

— Longhi

« ... Il sut imposer, à Venise et ailleurs, un goût nouveau, empreint de méditation, mais traduit avec hardiesse sur un plan ouvertement rococo, c'est-à-dire fait d'effets vifs, scintillants, vibrants de lumière et de couleur. Éclaircissant sa palette, il rapporta dans la tradition vénitienne une richesse d'expression chromatique traduite en une luminosité nouvelle et vibrante : il sut se défaire, par une interprétation intelligente du chromatisme véronésien et de la touche du pinceau à la manière de Magnasco, des freins du XVIIe siècle, prenant position aussi bien contre la mode des « ténébreux », que contre le nouveau courant Piazzetta - Federico Bencovich. Il fournit donc un langage nouveau et pertinent, précieux pour le développement de la peinture italienne du XVIIIe siècle, y compris pour Tiepolo lui-même, après son abandon du "piazzettisme" »

— Pallucchini

« Venise, encore plus que Naples, recueille l'héritage du prodigieux métier de Luca Giordano... Sebastiano Ricci le reprend, l'amplifie, le raffine à l'école de Sebastiano Mazzoni et ensuite du milieu savant bolonais, maîtrisant les propriétés d'une touche toujours plus légère et brillante ; il le renforce en réétudiant directement Véronèse, enrichissant ainsi de nouvelles notes les registres élevés de sa palette ; il y ajoute même des expériences étrangères acquises en travaillant à Vienne et à Londres. Il est le premier d'une équipe d'exécutants virtuoses de grande classe toujours en voyage à travers l'Europe. »

— Argan

## Œuvres
On lui doit la Résurrection du dôme de la chapelle de l'hôpital de Chelsea à Londres.
- Pietà, 1686, huile sur toile, 120 × 120, Parme, église Sainte-Marie-des-Anges
- Fresques, 1687, San Secondo, Parme, Sacrario dei Caduti, già Oratorio della Madonna del Serraglio, en collaboration avec Ferdinando Bibiena
- Histoires de Paul III, 1687 – 1688, 12 huiles sur toile, Plaisance, palais Farnese, Pinacoteca civica
- Apothéose de Paul III, 1687 – 1688, fresque, Plaisance, palais Farnèse
- Mort de Saint-Joseph, 1690, église San Pantaleo, Rome
- Saint Antoine de Padoue guérissant un jeune homme qui s'était amputé le pied pour se punir d'avoir frappé sa mère, vers 1690, huile sur toile, 98 × 124 cm, Musée du Louvre[1]
- Ange gardien, 1694, huile sur toile, 400 × 230, Pavie, chiesa del Carmine
- Fresques, 1695, Milan, église San Bernardino alle Ossa
- Teodolinda fonde la basilique, 1697, huile sur toile, Monza, Duomo
- Communion de Sainte Marie l'Égyptienne, 1698, huile sur toile, Milan, Arciconfraternita del SS del Duomo, ora nella sede dell'Azione Cattolica
- Saint Grégoire le Grand intercède auprès de la Madone, 1700, huile sur toile, 358 × 188, Padoue, basilique Sainte-Justine
- Fresques, 1700, Padoue, basilique Sainte-Justine, chapelle des Saints-Sacrements
- Ascension, 1701, huile sur toile, 580 × 300, Rome, basilique des Saints-Apôtres
- Allégorie des Vertus Princières, 1702, fresque, Vienne, château de Schönbrunn
- Ascension, 1702, huile sur toile, 275 × 309, Dresde, Gemäldegalerie Alte Meister
- Christ crucifié avec la Vierge et les saints Jean l'évangeliste et Charles Boromée, 1704, huile sur toile, 235 × 144, Florence, Galerie des Offices
- Les Saints Procule, Fermo et Rustico (it), 1704, huile sur toile, 380 × 250, Bergame, Duomo
- Fresques, 1706 - 1707, Florence, Palazzo Marucelli
- Fresques, 1707, Florence, palais Pitti
- Vierge et l'Enfant avec des Saints, 1708, huile sur toile, 406 × 208, Venise, basilique San Giorgio Maggiore
- Le Christ entouré par des anges, 1708-17 Columbia Museum of Art, USA
- La Famille de Darius devant Alexandre, ca 1709, huile sur toile, 194 × 246, Raleigh, North Carolina Museum of Art
- La Continence de Scipion, ca 1709, huile sur toile, 143 × 243, Raleigh, North Carolina Museum of Art
- Saint Pierre libéré par l'ange, 1710, huile sur toile, 300 × 200, Trescore Balneario, chiesa di San Pietro
- Christ donne les clefs à saint Pierre, 1710, huile sur toile, 400 × 634, Trescore Balneario, chiesa di San Pietro
- L'Appel de saint pierre, 1710, huile sur toile, 300 × 200, Trescore Balneario, chiesa di San Pietro
- Assomption, 1710, huile sur toile, 500 × 250, Clusone, basilique de l'Assomption (it)
- Esther devant Assuérus, 1711, huile sur toile, 258 × 322, Rome, Palazzo Taverna
- Moïse sauvé des eaux, 1711, huile sur toile, 257 × 322, Rome, Palazzo Taverna
- Sainte Famille avec les saints Elisabeth et le petit saint Jean, 1712, huile sur toile, Londres, Collezioni reali
- Cupidon devant Jupiter, 1712 - 1714, huile sur toile, 484 - 503, Londres, Burlington House
- Rencontre de Bacchus et Ariane, 1712 - 1714, huile sur toile, 272 × 855, Londres, Burlington House
- Triomphe de Galatée, 1712 - 1714, huile sur toile, 247 × 482, Londres, Burlington House
- Diane et les nymphes, 1712 - 1714, huile sur toile, 347 × 482, Londres, Burlington House
- Bacchus et Ariane, 1712 - 1714, huile sur toile, 189 × 104, Londres, Chiswick House, Ministero dei Lavori Pubblici
- Vénus et Cupidon, 1712 - 1714, huile sur toile, 190 × 106, Londres, Chiswick house, Ministero dei Lavori Pubblici
- Diane et Endymion, 1712 - 1714, huile sur toile, 190 × 106, Londres, Chiswick House, Ministero dei Lavori Pubblici
- Cupidon et les fleurs, 1712 - 1714, huile sur toile, 188 × 105, Londres, Chiswick House, Ministero dei Lavori Pubblici
- Camille et Brennus, vers 1712-1716, 40 × 56 cm, Musée Fesch, Ajaccio
- Nymphes et satyres, 1712-1716, huile sur toile, 64 × 76 cm, Paris, musée du Louvre[1]
- Triomphe de la sagesse sur l'ignorance, 1718, huile sur toile, 113 × 85, Paris, Musée du Louvre
- Tête de femme, 1718, fragment de fresque, Belluno, Museo civico (it)
- Bethsabée au bain (en), 1724, huile sur toile, 118 × 199, Budapest, Szépművészeti Múzeum
- Agar répudiée, 1724, huile sur toile, 126 × 153, Turin, galerie Sabauda
- Salomon adore les idoles, 1724, huile sur toile, 128 × 151, Turin, galerie Sabauda
- Madone en gloire avec l'archange Gabriel et les saints Eusebio, Sebastiano et Rocco, 1725, huile sur toile, 435 × 255, Turin, Université
- Suzanne devant Daniel, 1726, huile sur toile, 243 × 440, Turin, galerie Sabauda
- Moïse fait couler l'eau du rocher, 1726, huile sur toile, 233 × 440, Turin, galerie Sabauda
- Extase de Sainte Thérèse, 1727, huile sur toile, 370 × 185, Vicence, église Saint-Marc-et-Saint-Jérôme (it)
- Agar dans le désert, 1727, huile sur toile, 180 × 140, Turin, Palais royal
- Jacob bénit les fils de Joseph, 1727, huile sur toile, 181 × 139, Turin, Palais royal
- Saint Gaétan réconforte un mourant, 1727, huile sur toile, 230 × 134, Milan, Brera
- Moïse sauvé des eaux, 1727, huile sur toile, 182 × 139, Turin, Palais royal
- Rebecca et Eleazar au puits, 1727, huile sur toile, 182 × 139, Turin, Palais royal
- Madeleine oint les pieds du Christ, 1728, huile sur toile, 323 × 632, Turin, galerie Sabauda
- Christ et le centurion, 1729, huile sur toile, 42 × 60, Naples, musée de Capodimonte
- Le Christ et le Cananéen, 1729, huile sur toile, 42 × 60, Naples, musée de Capodimonte
- Communion et martyre de Sainte Lucie, 1730, huile sur toile, 430 × 240, Parme, église Sainte-Lucie (it)
- L'Immaculée Conception, 1730, huile sur toile, 260 × 113, Venise, église San Vidal
- Vierge et l'Enfant en gloire et ange gardien, 1730, huile sur toile, 391 × 235, Venise, Scuola dell'Angelo Custode
- Prière dans le jardin, 1730, huile sur toile, 95 × 76, Vienne, Kunsthistorisches Museum
- Autoportrait, 1731, huile sur toile, 45 × 38, Florence, galerie des Offices
- Le Pape Grégoire le Grand intercède pour les âmes du purgatoire, 1731, huile sur toile, 295 × 238, Bergame, chiesa di Sant'Alessandro della Croce
- Saint Grégoire le grand et Saint Vital intercédant pour les âmes du Purgatoire, 1733, huile sur toile, 480 × 300, Paris, église Saint-Gervais-Saint-Protais.
- Le Pape Pie V et les saints Thomas d'Aquin et Pierre martyr, 1733, huile sur toile, 343 × 169, Venise, chiesa dei Gesuiti
- Saint François de Paule ressuscite un enfant, 1733, huile sur toile, 400 × 167, Venise, église Saint-Roch
- Sainte Hélène trouve la vraie croix, 1733, huile sur toile, 400 × 167, Venise, église Saint-Roch
- Le Festin de Balthazar, 1733, huile sur toile, 227 × 161, Rome, palais du Quirinal
- Esther devant Assuérus, 1733, huile sur toile, 226 × 162, Rome, palais du Quirinal
- Assomption, 1734, huile sur toile, 675 × 364, Vienne, église Saint-Charles-Borromée
- Abraham et les trois anges, Musée d'art moderne, Saint-Étienne
- Tentations de saint Antoine (Louvre)[2]
- Pietà, Parme, église Sainte-Marie-des-Anges
- Vierge entourée de saints et anges, huile sur toile, Musée national des beaux-arts d'Alger, Alger
- Saint évêque, huile sur toile, 54 × 39, Innsbruck, Tiroler Landesmuseum (de)
- La Vierge à l'Enfant apparaît à saint Bruno et à saint Hugues, chartreuse de Vedana
- Le Baptême de Jésus, chartreuse de Vedana